# Estação Ferroviária do Setil
A estação ferroviária de Setil é uma estação da Linha do Norte, que funciona como ponto de entroncamento com a Linha de Vendas Novas e serve a localidade de Setil, no Município de Cartaxo, em Portugal. Originalmente apenas um posto técnico, foi elevada a estação no âmbito da construção da Linha de Vendas Novas, que entrou ao serviço em 15 de Janeiro de 1904.

## Descrição

### Localização e acessos

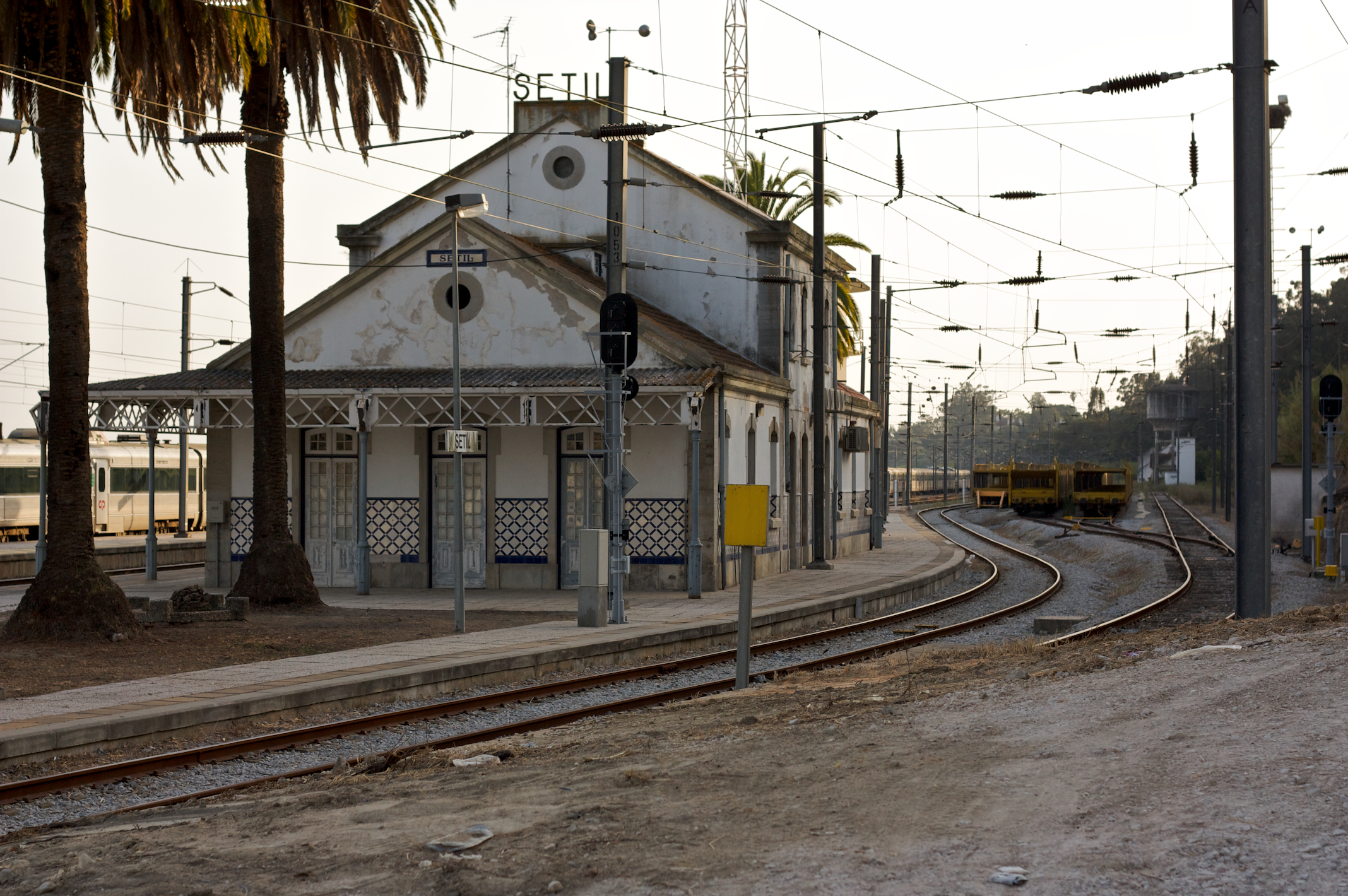
Vias de resguardo a poente do edifício de passageiros, e arruamento de acesso em terra batida, em 2009.

O edifício de passageiros desta estação situa-se na freguesia de Vale da Pedra, estendendo-se a área total da infrastrutura também pela vizinha freguesia de Valada, a sudeste, ambas no concelho do Cartaxo; é servida por um ramal da EN114-2, que a liga à sede do concelho, distante cerca de seis quilómetros.

### Infraestrutura
O edifício de passageiros da estação ferroviária do Setil situa-se do lado poente da via (lado esquerdo do sentido ascendente, a Campanhã).
Esta interface apresenta onze vias de circulação (I, I-A, II, III, IV, V, VI, VII, VII-A, VII-B, e VII-A+VII-B) com comprimentos variando entre 207 e 878 m, quatro das quais (I, II, IV, e VI) acessíveis por plataformas com comprimentos entre 151 e 270 m e alturas de 60 e 40 cm; existem ainda seis vias secundárias (III-A, VIII, IX, R1, R2, e R3), com comprimentos entre 96 e 340 m; todas estas vias estão eletrificadas em toda a sua extensão. Com efeito, esta estação tem associado um vasto parque de manobras cujas vias de resguardo se estendem por 2,1 km terminando, a sul, já junto às plataformas do vizinho apeadeiro de Reguengo.
|  |  |

|  |  |

|  |  |

|  |  |

|  |  |

|  |  |

|  |  |

|  |  |

Nesta estação a Linha de Vendas Novas entronca na Linha do Norte no lado esquerdo do seu enfiamento descendente, bifurcando-se a via para sudeste e possibilitando percusos diretos Xira-Santarém e Xira-Coruche, enquanto que o percurso direto Coruche-Santarém se efetua via a Concordância de Setil Norte, topologicamente oposta e esta estação. Fruto desse entroncamento, Setil é um ponto de câmbio nas características da via férrea e do seu uso:
| característica | conc.ª    | Norte desc.   | Norte desc.  | Norte asc.     | Norte asc.   | V.Novas       | V.Novas    |
| -------------- | --------- | ------------- | ------------ | -------------- | ------------ | ------------- | ---------- |
| vias           | via única | Entroncamento | via dupla    | Azambuja       | via dupla    | Vendas Novas  | via única  |
| vel. máx.      | <50 km/h  | Entroncamento | 120-160 km/h | Braço de Prata | 160-220 km/h | Vendas Novas  | 50-90 km/h |
| compr. máx.    | ?         | Entroncamento | 550 m        | Braço de Prata | 550 m        | Vendas Novas  | 605 m      |
| reg. expl.     | RCI       | Entroncamento | RCAP         | Braço de Prata | RCAP         | Quinta Grande | RCI        |

### Serviços
Em dados de 2023, esta interface é servida por comboios de passageiros da C.P. de tipo regional com 16 circulações diárias em cada sentido com término em Tomar, e três com término no Entroncamento, tendo todas o outro término em Lisboa-S.A..

## História

### Antecedentes
Esta interface situa-se no lanço da Linha do Norte entre Virtudes e a Ponte de Santana, que entrou ao serviço em 28 de Abril de 1858, pela Companhia Real dos Caminhos de Ferro Portugueses, sendo esta via férrea conhecida então como Linha do Leste (mais tarde renomeada Linha do Norte).

### Planeamento e construção
Em 1887, foi autorizada a construção de uma via férrea no sistema americano entre Santarém e Vendas Novas, de forma a ligar as linhas do Leste e do Sul. Um alvará de 13 de Dezembro de 1888 transformou a concessão em via larga, e em 1890 o ponto inicial na Linha do Leste (posterior Linha do Norte) foi transferido para Santana. Em 1891, foram ordenados estudos para uma linha entre Vendas Novas e Vila Franca de Xira, o que ficou sem efeito. Em 1900, a concessão da linha de Santa a Vendas Novas foi entregue à Companhia Real, e o ponto inicial foi mudado para o Setil. Nessa altura, o Setil era apenas um posto técnico, situando-se ao PK 56+600 da Linha do Leste (i.e., da Linha do Norte).

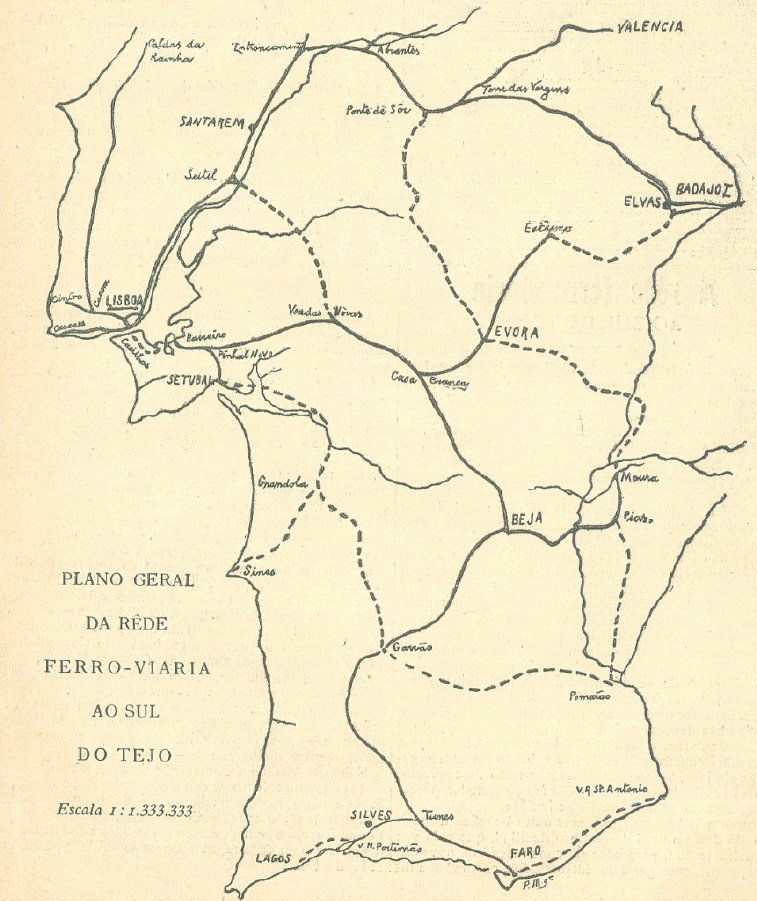
Mapa do Plano da Rede ao Sul do Tejo, incluindo o projecto de Setil a Vendas Novas.

Em 1902, após várias experiências falhadas, recomeçaram as obras na Linha de Vendas Novas. Nesse ano, a Companhia Real instalou semáforos no Setil, para servir a nova linha. Em Agosto desse ano, a via entre Muge e Setil já estava quase toda colocada, incluindo a bifurcação com a Linha do Leste (i.e., a Linha do Norte). A construção da estação do Setil foi incluída no orçamento da Companhia Real para 1903, apresentado nos finais de 1902. O projecto da estação, datado de 12 de Janeiro, foi aprovado por um parecer de 19 de Fevereiro do Conselho Superior de Obras Públicas e Minas, e autorizado pelo Ministro das Obras Públicas, Conde de Paçô Vieira, em 22 de Junho. Este diploma também ratificou o projecto para o edifício de passageiros, datado de 19 de Fevereiro e aprovado em 12 de Março pelo Conselho Superior.
Em Abril de 1903, já se tinham iniciados os trabalhos da fundação dos alicerces da estação. Em meados desse ano, o conselho de administração da Companhia decidiu que fosse enviada uma representação ao Governo, de forma a pedir autorização para construir um só grande edifício no Setil, ao contrário de duas estações, uma em cada ponto de bifurcação na Linha do Leste (i.e., a Linha do Norte), como tinha sido determinado pelo estado. Esta autorização foi concedida por um diploma de 28 de Agosto. Nesse mês, as obras desta estação estavam já bastante adiantadas, e em Setembro já tinha sido enviado ao governo o projecto para a sinalização do entroncamento das duas linhas, que foi ratificado pelo Conselho Superior das Obras Públicas no dia 17 do mesmo mês, e aprovado pelo governo num diploma de 10 de Outubro. Nesse mês, o telégrafo já tinha sido instalado em toda a Linha de Vendas Novas. Esta linha foi oficialmente inaugurada em 15 de Janeiro de 1904.

### Primeiros anos
Originalmente, a ligação entre a Linha de Vendas Novas e a Linha do Leste (i.e., a Linha do Norte) era composta por duas vias, uma no sentido Norte e outra para Sul, formando um triângulo. Estas vias assentavam em aterros, tendo sido necessário alterar o percurso da Vala da Azambuja para a sua construção, que passava por uma ponte já após a união das duas vias, em plena Linha de Vendas Novas. Durante as grandes cheias, as águas não tinham vazão suficiente para continuarem pela vala, e acumulavam-se contra os aterros das vias, que assim serviam de dique. No entanto, os aterros não eram suficientemente resistentes para conter a força das águas, e rompiam-se frequentemente, formando uma torrente que destruía os campos a jusante, e levando à destruição das vias interrompendo a circulação. O primeiro destes cortes deu-se em 1909, tendo esta situação repetido-se várias vezes, ao ponto da concordância Norte ter deixado de ser reconstruída, uma vez que não era considerada como necessária. A concordância Sul continuou a ser reparada após cada cheia. Este problema era agravado pela circunstância das avenidas de acesso à Ponte D. Luís I, em Santarém, também ficarem submergidas durante as cheias, pelo que a única via de comunicação entre as duas margens do Tejo que ficava disponível na região era a Ponte de Chamusca. Em 14 de Janeiro de 1914, iniciou-se uma das maiores greves de ferroviários em Portugal, tendo-se registado actos de sabotagem em todo o país, incluindo no Setil, onde foram levantados os carris.

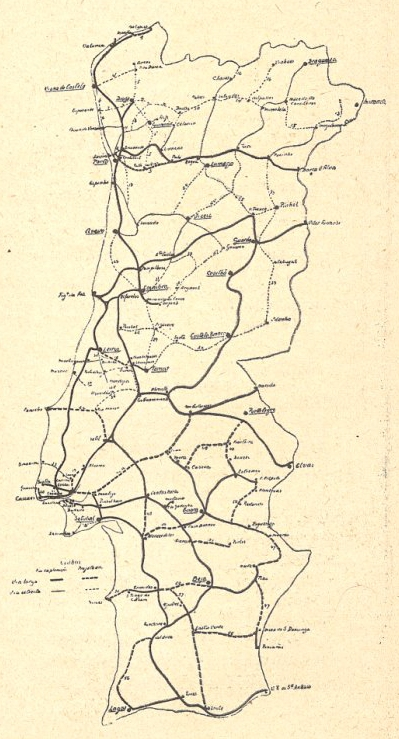
Mapa do Plano da Rede de 1930, incluindo o projecto de Setil a Peniche.

### Década de 1930
Em 1932, a Companhia dos Caminhos de Ferro Portugueses construiu um reservatório em cimento armado nesta estação, com capacidade para 300 m³. Em 1934, a Companhia iniciou a construção de um novo dormitório, que foi concluído no ano seguinte, tendo o antigo dormitório sido adaptado para habitações. Em Março de 1936, a circulação entre Setil e Muge encontrava-se interrompida, devido aos efeitos de temporais. Em finais de 1938, uma cheia atingiu não só a Linha de Vendas Novas mas também a Linha do Leste (i.e., a Linha do Norte), obrigando a um desvio da circulação pela Linha do Oeste.

### Ligação prevista à Região Oeste
Ainda no século XIX, surgiu a ideia de ligar a Linha do Oeste ao Setil, uma vez que se previa ser o local de bifurcação para a Linha de Vendas Novas, facilitando desta forma as comunicações entre as regiões Oeste e Sul do país. Quando um decreto de 27 de Setembro de 1899 ordenou a criação do Plano da Rede Ferroviária entre o Mondego e Tejo, a comissão responsável considerou a linha de Setil a Peniche, passando por Caldas da Rainha, como uma das mais prioritárias. Esta linha foi decretada em Agosto de 1907, como uma linha transversal de bitola larga. Em Janeiro de 1912, este caminho de ferro estava a ser planeado, prevendo-se nessa altura que iria ligar o Setil a Caldas da Rainha e Peniche, passando por Rio Maior. Chegou a ser decretada a construção desta linha, mas as obras não avançaram devido à oposição de várias partes.
Em 1921, foi aberto um novo concurso para a construção e exploração da linha entre o Setil e Peniche. No ano seguinte, a construção desta linha voltou a ser reclamada, especialmente o troço até às Caldas da Rainha, de forma a ligar a Linha do Leste (i.e., a Linha do Norte) à do Oeste. Em 1926, foi entregue ao governo uma representação, para pedir a suspensão do decreto sobre a construção sobre o Caminho de Ferro de Rio Maior e o ramal para Peniche, e que fosse publicado um decreto para autorizar a construção da linha entre Setil e Peniche. Um decreto de Outubro desse ano chegou a ordenar a construção da linha, mas o processo foi atrasado por questões burocráticas, e posteriormente anulado. A instalação da linha foi progressivamente exigida por várias gerações de entidades locais até à década de 1950, mas nunca chegou a ser construída, devido à falta de concordância e de apoio financeiro por parte do estado.

### Modernização
O troço entre Lisboa - Santa Apolónia e o Entroncamento foi electrificado em Junho de 1958, no âmbito de um projecto de modernização da Linha do Norte. Além da electrificação, também a sinalização foi modificada, tendo sido instalado o bloco automático entre Vila Franca de Xira e o Setil, e deste ponto até ao Entroncamento.
Em 12 de Fevereiro de 1959, o jornal Diário de Lisboa noticiou que tinha ocorrido um acidente ferroviário no Setil na madrugada desse dia, e que provocou um morto e três feridos. Uma locomotiva a gasóleo, que tinha saído de Lisboa-Santa Apolónia com destino ao Entroncamento, estava a passar pelo Setil quando colidiu com uma locomotiva em manobras na via ascendente. Devido à elevada velocidade, a máquina em manobras, com o número 2506, deslizou na via durante cerca de um quilómetro, enquanto que a outra descarrilou, tendo ficado com a parte frontal totalmente desmantelada. Os primeiros socorros foram prestados pelos Bombeiros do Cartaxo, que levaram os feridos para os hospitais de São José, e do Cartaxo. Foi no Hospital de São José que faleceu o maquinista Augusto José Pimenta, que conduzia a locomotiva vinda de Lisboa.
Na década de 1960, a Linha de Vendas Novas foi equipada com uma sinalização eléctrica do tipo Ericsson, que era controlada a partir de um posto central de telecomando na estação do Setil. Em 1968, esta estação era considerada como um dos mais importante pontos de concentração do tráfego ferroviário no país. No dia 15 de Fevereiro desse ano, realizou-se uma parada de locomotivas no Setil, para assinalar o fim da tracção a vapor na região centro.
Em 1990, foi levado a concurso o projecto SISSUL - Sistemas Integrados de Sinalização do Sul, que tinha como objectivo instalar nova sinalização no percurso do chamado Itinerário do Carvão, de Ermidas - Sado até à Central Termoeléctrica do Pego, passando pelo Setil. No mesmo ano, também se realizou o concurso para a ressinalização de várias estações e plena via na Linha do Norte, incluindo o Setil, tendo sido seleccionada uma solução electrónica do tipo ESTW L 90.

### Século XXI
Em dados oficiais de 2011, esta estação possuía seis vias de circulação, com comprimentos entre os 346 e os 873 m, enquanto que as plataformas tinham 208 a 270 m de extensão, e 60 e 40 cm de altura — valores mais tarde alterados para os atuais.
| - Comboios de Portugal - Infraestruturas de Portugal - Transporte ferroviário em Portugal - História do transporte ferroviário em Portugal | Fachadas do edifício de passageiros em 2010: lado das vias de circulação (esq.) e das de resguardo (d.ta). |